# Beelener Mark
Das Naturschutzgebiet Beelener Mark liegt im Kreis Warendorf in Nordrhein-Westfalen. Das etwa 148,0 ha große Gebiet, das im Jahr 1985 unter Naturschutz gestellt wurde, erstreckt sich in vier Teilflächen südöstlich des Kernortes Beelen. Nordöstlich verläuft die B 64.
Die Unterschutzstellung erfolgt
- zur Erhaltung, Förderung und Wiederherstellung von Lebensgemeinschaften oder Lebensstätten, insbesondere von seltenen, zum Teil stark gefährdeten Wat- und Wiesenvögeln und von seltenen, zum Teil gefährdeten Pflanzengesellschaften des offenen Wassers und des feuchten Grünlandes
- zum Schutz des offenen zusammenhängenden Grünlandgebietes
- zum Erhalt eines traditionellen Brutvogelgebietes
- wegen der Seltenheit, besonderen Eigenart und Schönheit des Gebietes